# Malassezia nana
Malassezia nana är en svampart som beskrevs av Hirai, R. Kano, Makimura, H. Yamag. & A. Haseg. 2004. Malassezia nana ingår i släktet Malassezia, ordningen Malasseziales, divisionen basidiesvampar och riket svampar.   Inga underarter finns listade i Catalogue of Life.